# Occupazione britannica delle Fær Øer
L'occupazione britannica delle Fær Øer durante la seconda guerra mondiale, nota anche come Operazione Valentine, fu attuata immediatamente dopo l'invasione tedesca di Danimarca e Norvegia.
Nell'aprile del 1940, il Regno Unito occupò le strategicamente importanti Fær Øer per prevenire un'invasione tedesca. Le truppe britanniche se ne andarono poco dopo la fine della guerra.

## Occupazione
Al momento dell'occupazione, le Fær Øer avevano lo status di un amt (contea) della Danimarca. In seguito all'invasione e all'occupazione tedesca della Danimarca il 9 aprile 1940, le forze britanniche lanciarono l'Operazione Valentine per occupare le Fær Øer. L'11 aprile, Winston Churchill - allora Primo Lord dell'Ammiragliato - annunciò alla Camera dei Comuni che l'arcipelago sarebbe stato occupato:
(Winston Churchill)

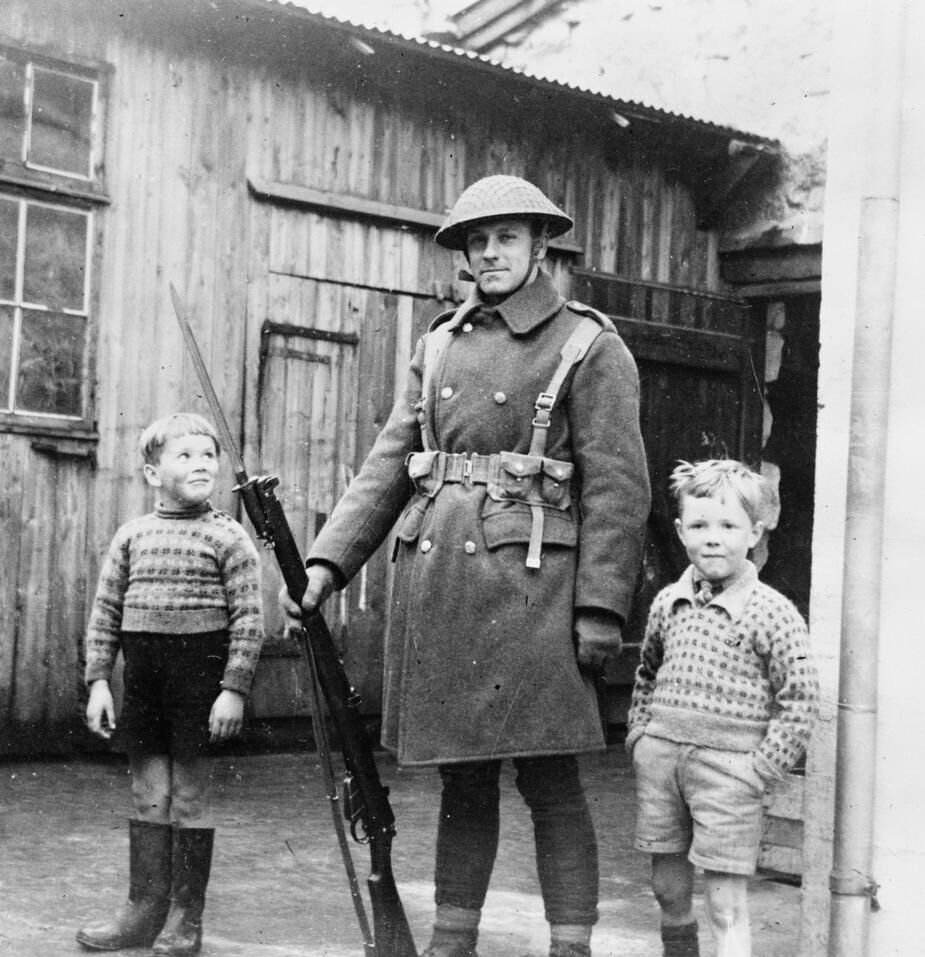
Soldato dell'esercito britannico con bambini faroensi (Tórshavn 1940).

Un annuncio venne trasmesso dalla radio della BBC. Un aereo della Royal Air Force venne avvistato sopra la capitale delle Fær Øer Tórshavn lo stesso giorno. Il 12 aprile, due cacciatorpediniere della Royal Navy arrivarono nel porto di Tórshavn. A seguito di un incontro con Carl Aage Hilbert (il prefetto danese delle isole) e Kristian Djurhuus (presidente del Løgting, il parlamento faroense), lo stesso pomeriggio venne convocata una seduta di emergenza del Løgting. I membri pro-indipendenza cercarono di dichiarare l'indipendenza dell'arcipelago dal Regno di Danimarca, ma persero. Un annuncio ufficiale venne successivamente reso noto annunciando l'occupazione e ordinando un oscuramento notturno a Tórshavn e nella vicina Argir, la censura della posta e della telegrafia e il divieto di utilizzare veicoli a motore durante la notte senza permesso.
Il 13 aprile, l'incrociatore della Royal Navy HMS Suffolk arrivò a Tórshavn. Il colonnello T. B. W. Sandall (il comandante militare britannico) e Frederick Mason (il nuovo console britannico nelle Fær Øer) si incontrarono quindi con il prefetto danese. Il prefetto rispose con quello che Sandall considerava una protesta formale, sebbene Hilbert sostenesse che a causa dell'occupazione della Danimarca non era in grado di rappresentare formalmente il governo danese. Accettò debitamente i termini britannici sulla base del fatto che il Regno Unito non avrebbe cercato di interferire con gli affari interni delle isole. Una protesta formale fu fatta dal Løgting, sebbene esprimesse il desiderio di relazioni amichevoli. 250 Royal Marines furono sbarcati, in seguito furono sostituiti da altre truppe britanniche. Furono mantenute relazioni cordiali tra le forze britanniche e le autorità faroensi. A maggio, i Royal Marines furono sostituiti dai soldati del reggimento scozzese Lovat Scouts. Nel 1942, furono sostituiti dai Cameronians (reggimento di fucilieri scozzesi). Dal 1944 la guarnigione britannica fu notevolmente ridotta. Lo scrittore Eric Linklater faceva parte della guarnigione britannica e il suo romanzo del 1956 The Dark of Summer fu ambientato nelle isole Fær Øer durante gli anni della guerra.

## Eventi
Il 20 giugno 1940, cinque navi della Marina svedese arrivarono nelle isole Fær Øer. Quattro (HSwMS Psilander, Puke, Romulus e Remus) erano cacciatorpediniere acquistate dall'Italia, uno con passeggeri civili; il quinto (Castor) era una nave cisterna convertita a nave militare. La Gran Bretagna sequestrò tutte le navi sotto minaccia armata e le trasferì nelle Isole Shetland. Sebbene la Svezia fosse un paese neutrale e non in guerra con la Gran Bretagna, gli inglesi temevano che la Germania li avrebbe sequestrati se avessero continuato a procedere verso la Svezia. A seguito di negoziati politici la Svezia si assicurò la loro restituzione. La Marina britannica aveva spogliato le attrezzature e causato danni alle navi, per i quali successivamente la Gran Bretagna fornì alla Svezia un risarcimento. Il comandante svedese fu criticato da altri ufficiali svedesi per aver concesso le navi senza resistere.

## Conseguenze

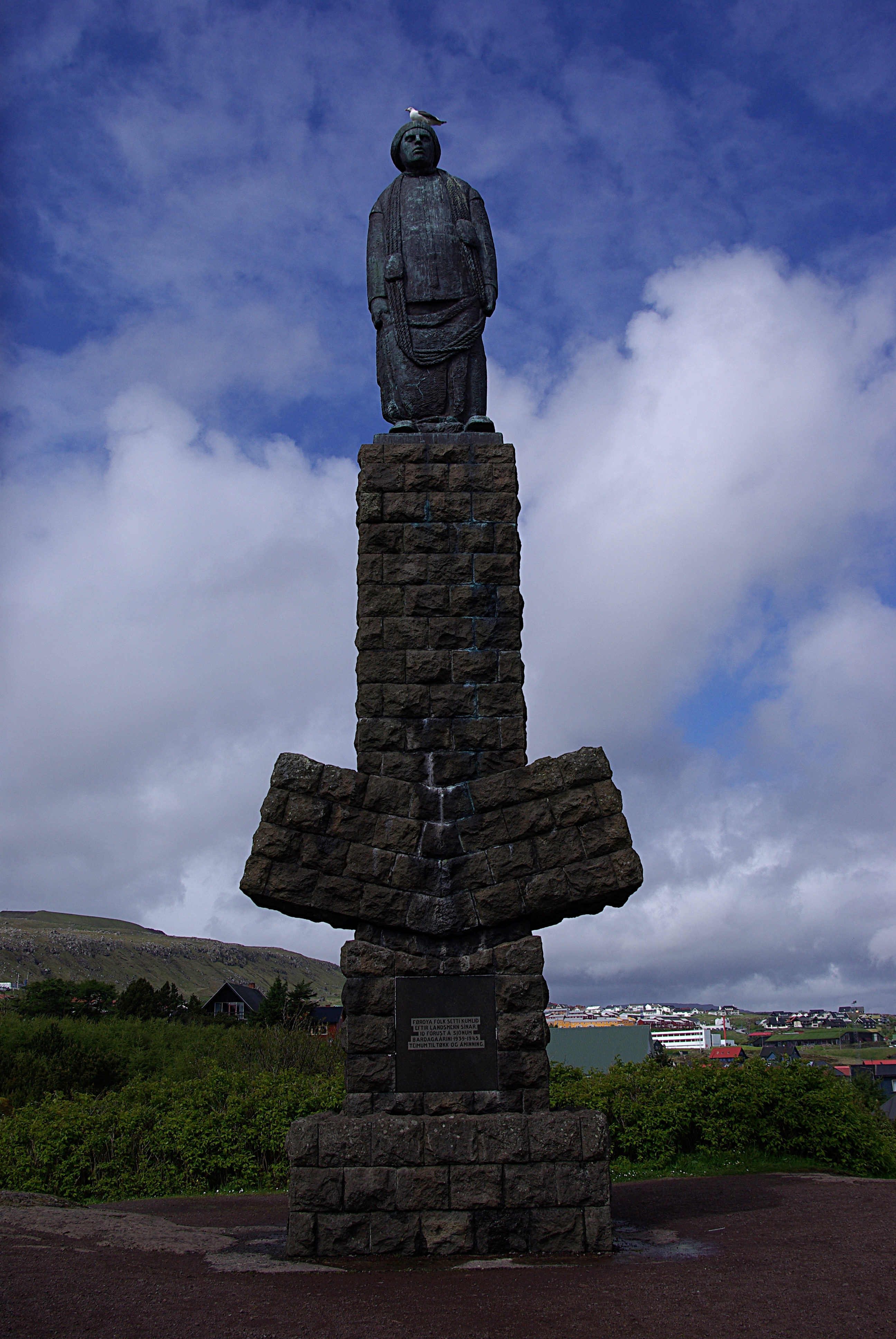
Minnisvarðin, in onore dei 210 morti in mare delle Fær Øer. Costruito nel 1956, dall'artista norvegese Kåre Orud, Lamhauge and Waagstein, Jacob Simonsen.

I veterani britannici eressero nella cattedrale di Tórshavn una targa per ringraziare il popolo faroense per la gentilezza mostrata durante l'occupazione. Vi furono circa 170 matrimoni tra soldati britannici e donne faroensi; anche il console britannico Frederick Mason (1913–2008) sposò una donna del posto, Karen Rorholm.
L'arcipelago subì occasionali attacchi da parte della Luftwaffe, ma un'invasione tedesca non fu mai tentata. Le mine marittime alla deriva si rivelarono un problema considerevole e comportarono il naufragio di numerosi pescherecci e dei loro equipaggi. Il peschereccio Nýggjaberg fu affondato il 28 marzo 1942 vicino all'Islanda; 21 marinai faroensi furono uccisi nella peggiore perdita di vite faroensi durante la guerra. Le navi delle isole Fær Øer dovettero issare la propria bandiera e dipingere FAROES/FØROYAR sui lati delle navi, permettendo così alla Royal Navy di identificarle come "amichevoli".
Per prevenire l'inflazione, le banconote della corona danese in circolazione sulle isole vennero sovrastampate con un segno che ne indicava la validità solo nelle Fær Øer. La corona faroense (tecnicamente la corona danese nelle isole Fær Øer) venne fissata a 22,4 DKK a £1 sterlina. Vennero emesse banconote di emergenza e successivamente le banconote delle isole Fær Øer vennero stampate da Bradbury Wilkinson in Inghilterra.
Durante l'occupazione, al Løgting vennero conferiti pieni poteri legislativi, sebbene come espediente data l'occupazione della Danimarca. Anche se nel referendum costituzionale islandese del 1944, l'Islanda divenne una repubblica indipendente, Churchill si rifiutò di sostenere un cambiamento nello stato costituzionale delle Fær Øer mentre la Danimarca era ancora occupata. Dopo la liberazione della Danimarca e la fine della seconda guerra mondiale in Europa, l'occupazione fu terminata nel maggio del 1945 e gli ultimi soldati britannici se ne andarono a settembre. L'esperienza dell'autogoverno in tempo di guerra rese la possibilità di un ritorno allo stato prebellico di amt (contea) irrealistica e impopolare. Il referendum sull'indipendenza delle isole Fær Øer del 1946 portò all'autonomia locale all'interno del regno danese nel 1948.
Il più grande segno tangibile della presenza britannica è la pista dell'aeroporto di Vágar, unico dell'arcipelago. Altra eredità è la presenza dei cannoni navali nella fortezza di Skansin a Tórshavn, che fungeva da quartier generale militare britannico. Neuroepidemiologi statunitensi e tedeschi, tra cui John F. Kurtzke, Klaus Lauer, RG Cooke, Stuart Cook ed altri, hanno studiato una serie di epidemie di sclerosi multipla iniziate nelle isole nel 1943 e di cui si è ipotizzata la correlazione ad un agente infettivo trasmesso sconosciuto.
Nel 1990, il governo delle isole Fær Øer ha organizzato la Settimana britannica, una celebrazione del 50º anniversario dell'occupazione amichevole. Alla celebrazione hanno partecipato l'HMS Brilliant e una banda dei Royal Marines. Era presente anche Sir Frederick Mason, ex console britannico di guerra delle Fær Øer.

### Morti
Più di 200 marinai faroensi persero la vita in mare durante la seconda guerra mondiale, soprattutto a causa della guerra. Un monumento alla loro memoria si trova nel parco municipale di Tórshavn. Diverse navi faroensi furono bombardate o affondate da sottomarini tedeschi o da mine galleggianti alla deriva. I pescherecci delle Fær Øer pescavano nel mare vicino all'Islanda ed intorno alle Fær Øer e trasportavano il loro pescato nel Regno Unito per venderlo.